# احمد دهقان (داستان‌نویس)
احمد دهقان (۱۳۴۵ در کرج) داستان‌نویس معاصر ایرانی است که داستان‌های متعددی در زمینه جنگ ایران و عراق نوشته‌است.

## زندگی‌نامه
احمد دهقان در سال ۱۳۴۵ ه‍.ش در کرج متولد شد. دهقان سال ۱۳۶۸ وارد دانشگاه شد و در رشته مهندسی برق تحصیل کرد. سپس در رشته علوم اجتماعی ادامه تحصیل داد اما در نهایت با مدرک فوق لیسانس در رشته مردم شناسی فارغ‌التحصیل شد. اولین رمانش با عنوان سفر به گرای ۲۷۰ درجه در سال ۱۳۷۵ منتشر شد. دو سال بعد همین رمان ابتدا به عنوان یکی از آثار برگزیده ۲۰ سال داستان‌نویسی و مدتی بعد به عنوان برگزیده ۲۰ سال ادبیات پایداری معرفی شد. ترجمه انگلیسی این کتاب در کتابخانه های مختلفی از جمله کتابخانه های دانشگاه جرج واشینگتن دی سی، دانشگاه هاروارد (کتابخانه دانشکده هاروارد) MA، کتابخانه کنگره واشینگتن دی سی، کتابخانه UCLA لس آنجلس، دانشگاه برکلی کالیفرنیا، دانشگاه ماریلند (دانشکده پارک کالج) و دانشگاه ورمونت (کتابخانه بیلی هوو برلینگتن)  در دسترس علاقه‌مندان قرار داده شده.
او مقالاتی نیز در زمینه رشته تحصیلی خود و همچنین مباحث نظری خاطره‌نگاری، به ویژه خاطره‌نویسی در جنگ ایران و عراق، نوشته‌است.

## ترجمه آثار
- پال اسپراکمن، کتاب سفر به گرای 270 درجه دهقان را به انگلیسی ترجمه کرده است.

## آثار داستانی
- مأموریت تمام
- لحظه‌های اضطراب
- روزهای آخر
- ستاره‌های شلمچه
- سفر به گرای ۲۷۰ درجه، ۱۳۷۵
- گردان چهار نفره، ۱۳۷۵
- هجوم، ۱۳۷۸
- من قاتل پسرتان هستم، ۱۳۸۳
- دشت‌بان، ۱۳۸۸
- پرسه در خاک غریبه، ۱۳۸۸
- بچه‌های کارون، ۱۳۹۲
- جشن جنگ، ۱۳۹۷

## جوایز ادبی
- جایزه جشنواره بیست سال ادبیات داستانی وزارت فرهنگ و ارشاد اسلامی برای نوشتن رمان سفر به گرای ۲۷۰ درجه
- جایزه بیست سال ادبیات پایداری برای رمان سفر به گرای ۲۷۰ درجه